# Lamachus virginianus
Lamachus virginianus är en stekelart som först beskrevs av Sievert Allen Rohwer 1915.  Lamachus virginianus ingår i släktet Lamachus och familjen brokparasitsteklar. Inga underarter finns listade i Catalogue of Life.